# Abiskoa
Abiskoa là một chi nhện trong họ Linyphiidae.